# Łososina Górna
Łososina Górna is een plaats in het Poolse district Limanowski, woiwodschap Klein-Polen. De plaats maakt deel uit van de gemeente Limanowa en telt 295 inwoners.

## Verkeer en vervoer
- Station Łososina Górna